# Omaloplia iberica
Omaloplia iberica är en skalbaggsart som beskrevs av Friedrich Anton Kolenati 1846. Omaloplia iberica ingår i släktet Omaloplia och familjen Melolonthidae. Inga underarter finns listade i Catalogue of Life.